# Фюзиніт

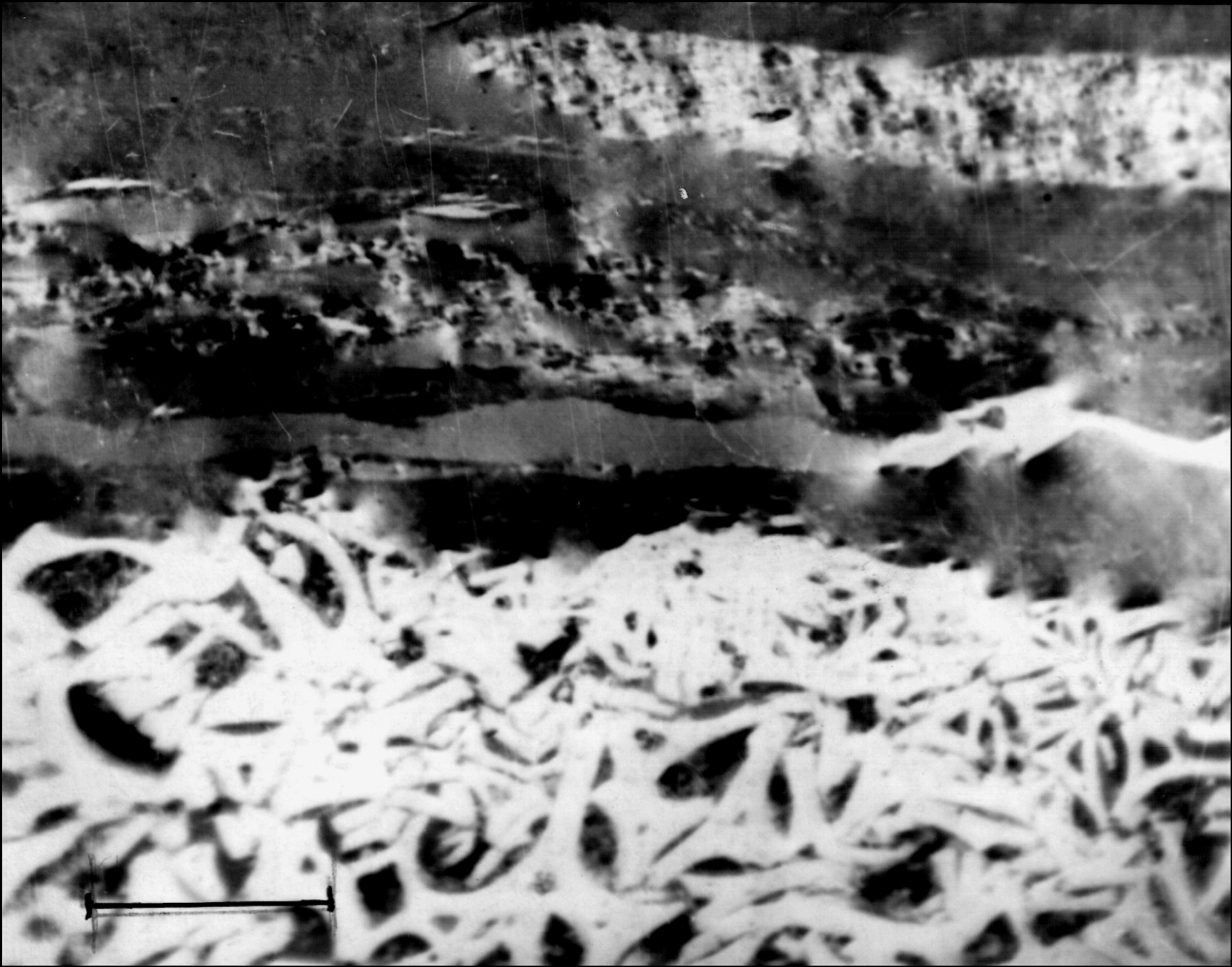
Рис. Фюзиніт. Біла речовина в нижній частині рис. — стінки порожнистих залишок клітин рослин-вуглеутворювачів. Сіра гомогенна речовина — вітриніт. Біло-сірий клиноподібний прошарок вгорі праворуч — семіфюзиніт. Антрацит. Донецький басейн. Відбите поляризоване світло. Стан згасання. Шкала 0,02 мм.

Фюзиніт (від fusus (лат.) — веретено, волокно) — мацерал інертинітової мацеральної групи, який має чарункову структуру, що добре збереглася як мінімум однієї повної клітки паренхіми, коленхіми або склеренхіми з високою відбивною здатністю.

## Загальна характеристика
Термін був запропонований М. С. Стопс (1935 р.) для позначення опакової складової вугілля з чарунковою структурою. Він часто утворюється з деревного вугілля. Фюзиніт є компонентом вугілля, який першим був визначений під мікроскопом у вигляді шарів фюзену.
Фюзинітом називають і вважають тільки клітинні стінки тканини з високою відбивною здатністю. Такі клітинні стінки звичайно тонші, ніж стінки відповідного гумотелініту/теловітриніту і семіфюзиніту. Фюзиніт залягає або як регулярні і тканини (іноді розпізнаються ситоподібні пластини і облямовані ямки), що добре збереглися або як дугоподібні фрагменти колишніх клітинних тканин (попелова структура, коли декілька тонкостінних уламків зустрічаються у вигляді аґреґатів). Фюзиніт може також містити спучені стінки клітин. У залежності від рослинного джерела і ступеня мікробного руйнування та орієнтації перетину клітинні порожнини можуть бути різних розмірів і форм. Порожнини клітин звичайно пусті, але іноді заповнені гелінітом, ексудатинітом або мінеральною речовиною (напр., глинисті мінерали або пірит). Тканини, що добре збереглися або клітини грибів не є частиною фюзиніту, вони належать до фунгініту.
З усіх компонентів вугілля мацерал фюзиніт має найвищий вміст вуглецю. Він часто утворюється з деревного вугілля. Фюзиніт є компонентом вугілля, який першим був визначений під мікроскопом у вигляді шарів фюзену. На підставі генезису були виявлені відмінності між двома типами фюзиніту, а саме пірофюзинітом і деградофюзинітом. Обидва типи знайдені як у торфі, так і в бурому вугіллі. Фюзиніт найбільш часто зустрічається в кам'яному вугіллі.
У багатьох випадках стінки порожніх клітин руйнувалися і вдавлювалися одна в одну, утворюючи в результаті «дугову» або «зірчасту» структуру. Дрібнозернисті зірчасті структури і велика різноманітність інших структур фюзиніту зустрічаються в пласті вугілля родовища сажі Цвіккау в Саксонії. Якщо стінки клітин були пластично здеформовані перед фюзенізацією, то в результаті утворювалися скручені структури фюзиніту. Окремі фрагменти стінок клітин мають форму загострених, гострокутних, голкоподібних уламків, які можуть бути названі «фюзинітові голки». Нині вони класифікуються як інертодетриніт.
В торфі, бурому і кам'яному вугіллі містяться різні кількості фюзиніту. В цілому його частка незначна і не перевищує кількох відсотків. Як правило, в торфі і бурому вугіллі фюзиніту міститься набагато менше, ніж в кам'яному. Особливо багатий фюзинітом карбоновий пласт вугілля-сажі на родовищі Цвіккау в Саксонії. Пожежі на болотах можуть привести до утворення обширних шарів деревного вугілля (фузиту). В центральній частині Німеччини в бурому вугіллі були знайдені потужні шари фузиту в асоціації з дуже тонким шаром природного коксу.

## Пірофюзиніт і деградофюзиніт
Комірчаста структура і жовтуватий колір пірофюзиніту дозволяють відрізняти його від білого, з комірчастою структурою деградофюзиніту, в якому ця структура гірше збереглася. Слабкий жовтавий відтінок пірофюзинітів зумовлений дуже високим вмістом вуглецю.
В аншліфах пірофюзиніт виявляє високий рельєф, на відміну від низького, а іноді дуже низького рельєфу деградофюзиніту. Структури рослинної тканини в пірофюзиніті належать до числа найкраще збережених клітинних структур, знайдених у вугіллі. Іноді навіть можна виразно бачити внутрішньоклітинний простір і зрідка — східчасті трахеї. Клітини як правило порожні, але в деяких випадках заповнені мінералами, зокрема піритом. Якщо клітини порожні, то структура іноді схожа на перфоровану тканину, і деякі автори називають її «ситовою» структурою.
Деградофюзиніт особливо поширений в кам'яному вугіллі карбону і пермі (гондванське вугілля) і рідше зустрічається в третинному вугіллі. Причому у вугіллі карбону його набагато більше, ніж пірофюзиніту. В більшості випадків деградофюзиніт зустрічається (або приурочений) в дуриті і клародуриті.

## Походження
Фюзиніт утворюється з лігно-целюлозних клітинних стінок. Рослинну родову схожість фюзиніту можна встановити у тих випадках, коли чарункова структура добре збережена (Сейлер, 1928 р.; Хіклінг і Маршалл, 1932, 1933 рр.; Рейстрик і Маршалл, 1939 г,). Згідно Баргхурну (1949 р.) міцні здерев'янілі ділянки клітинних стінок «вижили» в процесі фюзинітизації. Деякий фюзиніт, особливо той, що складає фюзенові горизонти з великим латеральним простяганням, є результатом сильних пожеж, в процесі яких утворилося викопне деревне вугілля (пірофюзиніт) (Скотт, 1989 р.; Джоунс і інш., 1991 р.). За Тейлором і інш. (1998 р.) фюзиніт може також утворюватися при декарбоксилації рослинних тканин за допомогою грибків і бактерій або за рахунок дегідратації і руйнування під дією атмосферних впливів (деградофюзиніт).

## Структура
У багатьох випадках стінки порожніх клітин руйнувалися і вдавлювалися одна в одну, утворюючи в результаті «дугову» або «зірчасту» структуру. Дрібнозернисті зірчасті структури і велика різноманітність інших структур фюзиніту зустрічаються в пласті вугілля родовища сажі Цвіккау в Саксонії. Якщо стінки клітин були пластично здеформовані перед фюзенізацією, то в результаті утворювалися скручені структури фюзиніту. Окремі фрагменти стінок клітин мають форму загострених, гострокутних, голкоподібних уламків, які можуть бути названі «фюзинітові голки». Нині вони класифікуються як інертодетриніт.
Комірчаста структура пірофюзиніту зумовлена переважно деревною тканиною. У фюзиніті третинного і мезозойського вугілля можна також розрізнити річні кільця за чергуванням раніше утворених деревних клітин з широкими порожнинами і пізніше утворених клітин з вузькими порожнинами. У фюзиніті можна ще побачити склеренхіму з деревини папоротей і щільні фюзенізовані клітини з вузькими порожнинами, а також східчасті трахеї. На площинах напластовано зустрічаються дрібнокомірчасті фюзенізовані залишки листя папороті.

## Склад і властивості
Твердість фюзиніту іноді підтверджується спостереженнями під мікроскопом, де видно, як жорсткі і загострені уламки фюзиніту настільки вдавлюються в пластичний семифюзиніт, що деформують його. Комірчаста структура пірофюзиніту зумовлена переважно деревною тканиною. У фюзиніті третинного і мезозойського вугілля можна також розрізнити річні кільця за чергуванням раніше утворених деревних клітин з широкими порожнинами і пізніше утворених клітин з вузькими порожнинами. У фюзиніті можна ще побачити склеренхіму з деревини папоротей і щільні фюзенізовані клітини з вузькими порожнинами, а також східчасті трахеї. На площинах напластовано зустрічаються дрібнокомірчасті фюзенізовані залишки листя папороті.
У відбитому світлі колір фюзиніту жовтувато-білий до білого, а в прохідному світлі він виглядає чорним. Фюзиніт має високу відбивну здатність. До недавнього часу вважали, що серед всіх мацералів в нього найвища відбивна здатність, проте дослідження показали, що це не зовсім так. Насправді вітриніт в перантрациті має найвищу відбивну здатність, а також найнижчий ступінь анізотропії. В перантрациті, який містить 97 % вуглецю і 1,15 % водню, максимальна відбивна здатність в масляній імерсії — 7,30 %, тоді як відповідний фюзиніт має відбивну здатність тільки 5,20 %. Фюзиніт наділений високою абразивною твердістю і високою мікротвердістю. Таким чином, в аншліфах фюзиніт виявляє високий рельєф. Густина фюзиніту приблизно 1,5 г/см3, що перевищує густину вітриніту і екзиніту. З хімічної точки зору для фюзиніту характерний високий вміст вуглецю і низький — водню. Із збільшенням ступеня метаморфізму вихід летких речовин в ньому зменшується. Під час карбонізування фюзиніт не плавиться. В цілому фізичні і хімічні властивості фюзиніту свідчать лише про незначні зміни у міру збільшення ступеня метаморфізму.

### Фізичні властивості
Густина фюзиніту приблизно 1,5 г/см3, що перевищує густину вітриніту і екзиніту. У відбитому світлі колір фюзиніту жовтувато-білий до білого, а в прохідному світлі він виглядає чорним.
Відбивна здатність завжди відносно висока, але також збільшується зі зростанням ступеня вуглефікації (Алперн і Лемос де Суса, 1970 р.). Звичайно це характеризується подвійною відбивною здатністю, хоча остання може розпізнаватися в антрацитах і метаантрацитах. В перантрациті, який містить 97 % вуглецю і 1,15 % водню, максимальна відбивна здатність в масляній імерсії — 7,30 %, тоді як відповідний фюзиніт має відбивну здатність тільки 5,20 %. Найвищу відбивну здатність в перантрациті має вітриніт, а також найнижчий ступінь анізотропії.
Флуоресценція фюзиніту відсутня.
Твердість шліфування дуже висока. Фюзиніт характеризується сильним ослабленням на шліфованих поверхнях. Фюзиніт наділений високою абразивною твердістю і високою мікротвердістю. Твердість фюзиніту іноді підтверджується спостереженнями під мікроскопом, де видно, як жорсткі і загострені уламки фюзиніту настільки вдавлюються в пластичний семифюзиніт, що деформують його. В аншліфах фюзиніт виявляє високий рельєф.

### Хімічні властивості
Фюзиніт характеризується відносно високим вмістом вуглецю і низьким вмістом водню, оксиґену і інших летких компонентів. Елементний склад цього мацералу (Паркс і О'Доннелл, 1956 р.; Богданова, 1961 р.; Сисков, 1971 р.; Ліонс і інш., 1982 р.; Ван Кревелен, 1993 р.): Сdaf = 70,9 — 94,0 %; Нdaf = 4,0 — 2,0 %; Оdaf = 20,3 — 2,2 %. Із збільшенням ступеня метаморфізму вихід летких речовин в ньому зменшується.
Ступінь вуглефікації на дані елементного складу суттєво не впливає (Ван Кревелен, 1993 р.). Фюзиніт характеризується високим вмістом конденсованих ароматичних і гідроароматичних кільцевих структур (Сисков і Петрова, 1974 р.; Ван Кревелен, 1993 р.). Інфрачервоні спектри різних мацералів у лігніті Зах. Канади показують, що фюзиніт містить менше ОН груп, С-О груп і поліциклічних хінонів, ніж попутний гумініт (Броутон, 1972 р.).
Під час карбонізації фюзиніт не плавиться. В цілому фізичні і хімічні властивості фюзиніту свідчать лише про незначні зміни у міру збільшення ступеня метаморфізму.

## Поширення
В торфі, бурому і кам'яному вугіллі містяться різні кількості фюзиніту. В цілому його частка незначна і не перевищує кількох відсотків. Як правило, в торфі і бурому вугіллі фюзиніту міститься набагато менше, ніж в кам'яному. Особливо багатий фюзинітом карбоновий пласт вугілля-сажі на родовищі Цвіккау в Саксонії.
Залягання. Фюзиніт зустрічається у вугіллі у вигляді розрізнених лінз, тонких прошарків або смуг, а також окремих фрагментів. У невугільних породах переважають ізольовані уламки. Фюзиніт звичайно переноситься водою або повітрям в болото або осадовий басейн (Штах і інш., 1982 р.), але може також вказувати на горіння in situ. Фюзиніт зустрічається в більшості різновидів вугілля в невеликих кількостях. Його залягання не обмежується особливими пластами або типами пластів, однак в певних фаціях кількість фюзиніту може бути значним (Штрелау, 1990 р.). Деякі пласти, які надзвичайно багаті на фюзиніт (напр., пласт А в Рурському басейні або «Russkohlenfloez» в Цвікау, Саксонія), можуть служити стратиграфічними маркерами (Гартліб, 1957 р.). Фюзиніт є характерною складовою керогену типу IV («мертвий вуглець»).

## Технологічні властивості фюзиніту
Технологічні властивості фюзиніту досить стабільні, що обумовлено стабільністю його фізико-хімічних властивостей у вугіллі різного ступеня вуглефікації.
При збагаченні і пилоутворенні фюзиніт, незважаючи на високу власну твердість, концентрується у надтонких класах крупності, що обумовлено його крихкістю. При брикетуванні фюзиніт залишається нееластичним і крихким і не цементується з іншими компонентами вугілля.
При коксуванні фюзиніт не спікається. Він виявляє себе як збіднюючий матеріал і при тонкому диспергуванні підвищує міцність коксу і дає дуже невеликий вихід побічних продуктів. При спалюванні фюзиніт не плавиться, перетворюється в невеликі округлені пухирці. До гідрогенізації не придатний внаслідок відносно високого вмісту вуглецю і низького вмісту водню. Погано окиснюється і не самозаймається.

## Пов'язані терміни
Фюзен (Тіссен і Спрунк, 1932 р.), пірофюзиніт (брандфюзиніт, Тейхмюллер, 1950 р.), деградофюзиніт (церзецунгфюзиніт; Тейхмюллер, 1950 р.).
Комірчаста структура і жовтуватий колір пірофюзиніту дозволяють відрізняти його від білого, з комірчастою структурою деградофюзиніту, в якому ця структура гірше збереглася. Слабкий жовтавий відтінок пірофюзинітів зумовлений дуже високим вмістом вуглецю.
В аншліфах пірофюзиніт виявляє високий рельєф, на відміну від низького, а іноді дуже низького рельєфу деградофюзиніту. Структури рослинної тканини в пірофюзиніті належать до числа найкраще збережених клітинних структур, знайдених у вугіллі. Іноді навіть можна виразно бачити внутрішньоклітинний простір і зрідка — східчасті трахеї. Клітини як правило порожні, але в деяких випадках заповнені мінералами, зокрема піритом. Якщо клітини порожні, то структура іноді схожа на перфоровану тканину, і деякі автори називають її «ситовою» структурою.
Деградофюзиніт особливо поширений в кам'яному вугіллі карбону і пермі (гондванське вугілля) і рідше зустрічається в третинному вугіллі. Причому у вугіллі карбону його набагато більше, ніж пірофюзиніту. В більшості випадків деградофюзиніт зустрічається (або приурочений) в дуриті і клародуриті.